# Monanthotaxis elegans
Espèce
Synonymes
- Popowia elegans Engl. & Diels[1]

Monanthotaxis elegans est une espèce de plantes de la famille des Annonaceae. C'est une plante grimpante ou une liane endémique du Cameroun. 

## Description
Elle a été décrite en 1971 par Bernard Verdcourt. 
C'est un arbuste grimpant ou une liane.

## Répartition et habitat
C'est un plante trouvée au Cameroun, dans un environnement tropical humide.